# Belle Center
|  | Dieser Artikel wurde aufgrund von inhaltlichen Mängeln auf der Qualitätssicherungsseite des Projektes USA eingetragen. Hilf mit, die Qualität dieses Artikels auf ein akzeptables Niveau zu bringen, und beteilige dich an der Diskussion! Eine nähere Beschreibung der zu behebenden Mängel fehlt. |

Belle Center ist ein Village im Logan County, Ohio, USA mit 809 Einwohnern (Stand: Volkszählung 2020). Der Ort liegt im Richland Township im Norden von Logan County und hat eine Fläche von 1,8 km², wovon 1,43 % Wasserfläche sind.
Der Ort wurde im Jahre 1851 gegründet.